# Småfjällig menhaden
Småfjällig menhaden (Brevoortia gunteri) är en fiskart som beskrevs av Hildebrand, 1948. Småfjällig menhaden ingår i släktet Brevoortia och familjen sillfiskar. Inga underarter finns listade i Catalogue of Life.